# W. H. McIntyre Company

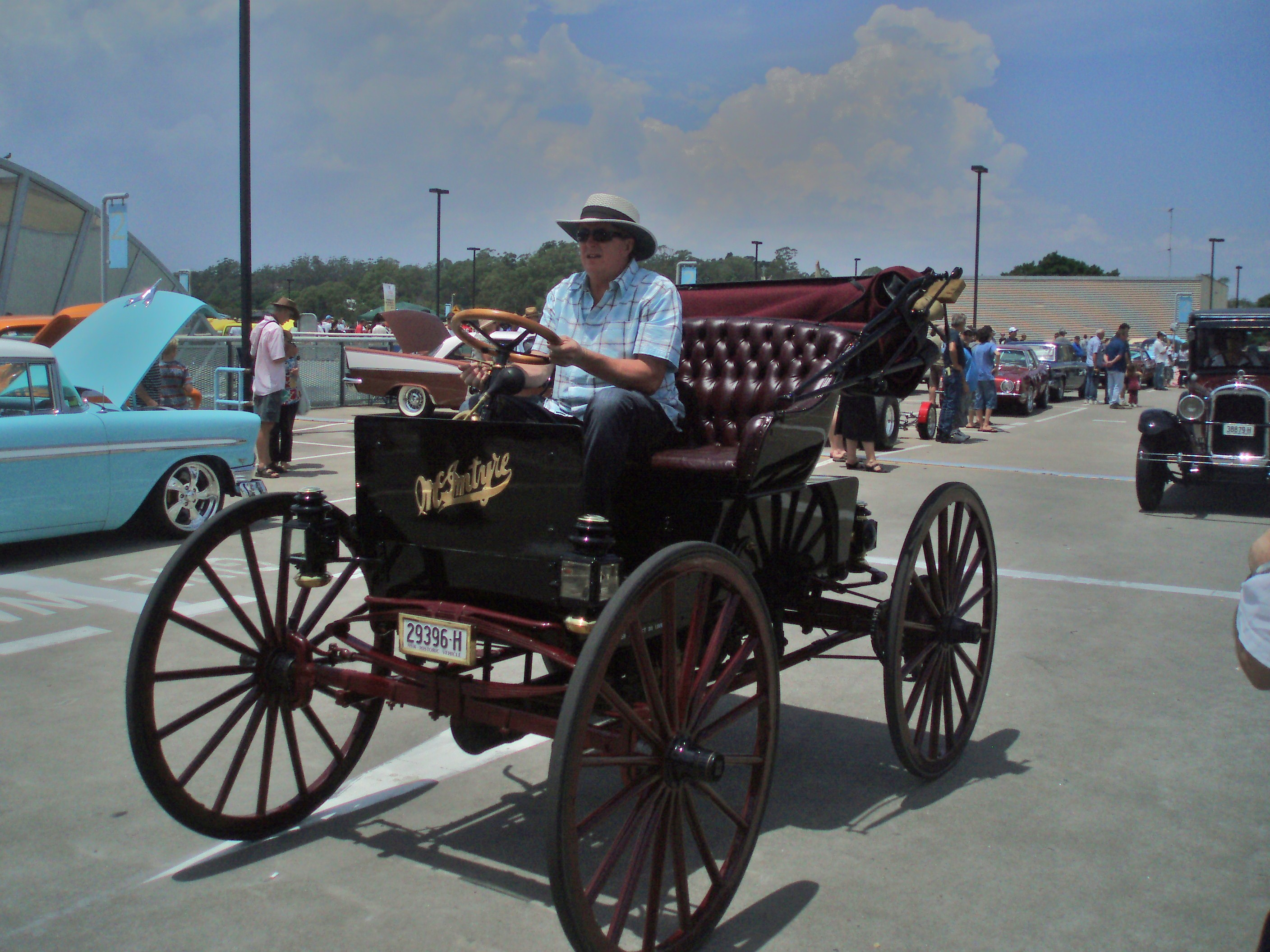
McIntyre, angeblich ein Model HH von 1908

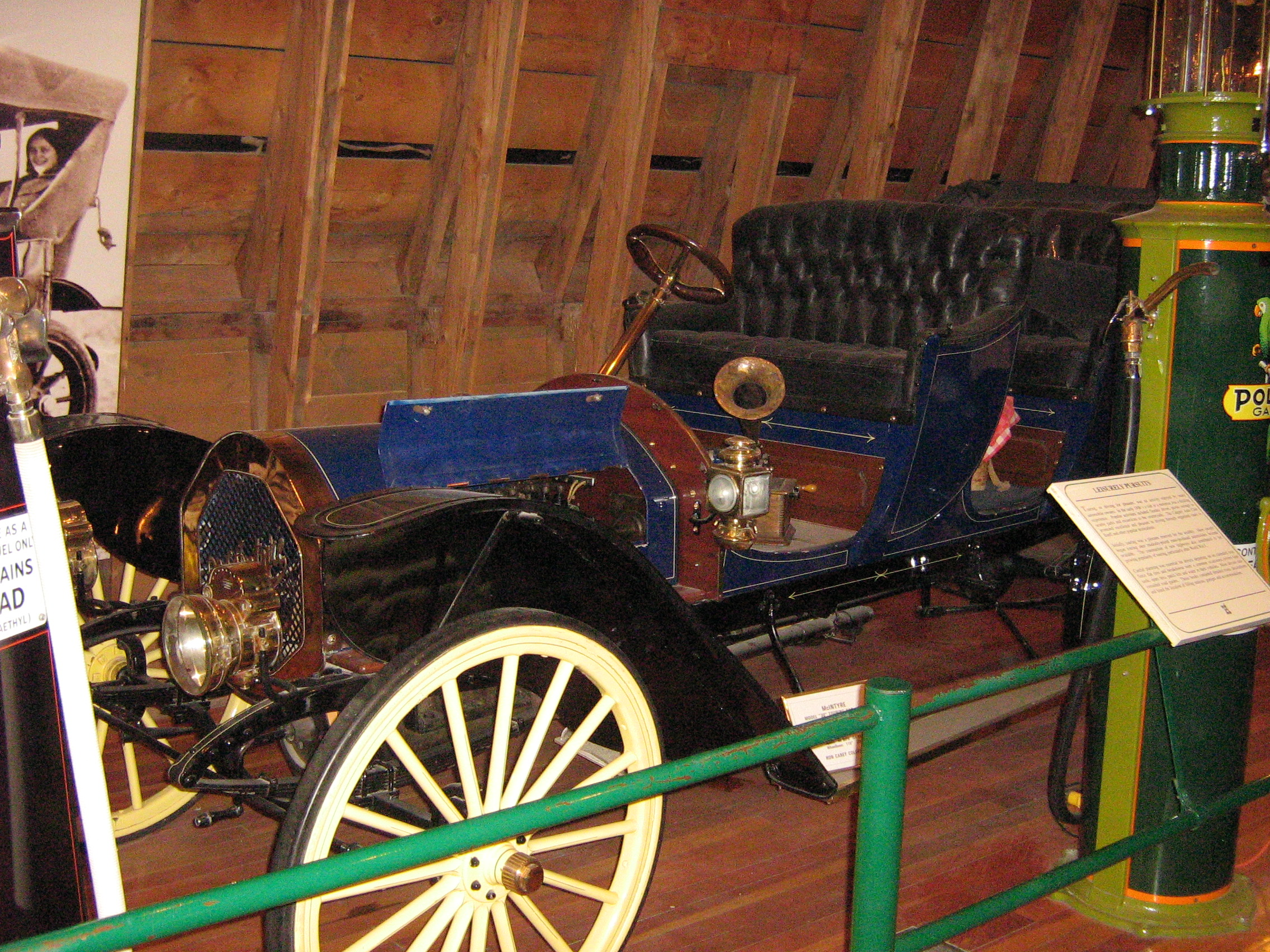
McIntyre, angeblich ein Model 30 von 1909

W. H. McIntyre Company war ein US-amerikanischer Hersteller von Automobilen.

## Unternehmensgeschichte
W. H. McIntyre war Werksleiter bei der W. H. Kiblinger Company. Als das Unternehmen 1909 in Probleme geriet, kaufte er es auf und gründete sein eigenes Unternehmen. Der Sitz war ebenfalls in Auburn in Indiana. Er setzte die Produktion von Automobilen fort. Der Markenname lautete McIntyre. 1911 wurde die Motor Car Company of America übernommen. Zwischen 1913 und 1914 gab es als Tochtergesellschaft die Imp Cyclecar Company. Im Januar 1915 begann die Insolvenz. Im gleichen Jahr endete die Produktion. Insgesamt entstanden 1699 Fahrzeuge.
Die DeKalb Manufacturing Company wurde Nachfolger.
Tudhope Motor Company aus Kanada war Lizenznehmer.

## Fahrzeuge
Zunächst standen ausschließlich Highwheeler im Sortiment. Sie ähnelten den Modellen von Kiblinger, waren allerdings eigenständig genug, damit keine Patentstreitigkeiten auftraten.
1909 gab es Fahrzeuge mit vier verschiedenen Motoren. Model F als viersitziger Surrey, Model H als zweisitziger Buggy, Model I als zweisitzige Limousine und Model K als zweisitziger Buggy hatten einen Zweizylindermotor, der mit 12/14 PS angegeben war. Das Fahrgestell hatte 177 cm Radstand. Model G und Model GG waren etwas stärker motorisiert. Ihr Zweizylindermotor leistete 16 PS. Der Radstand betrug 191 cm. Karosseriert waren sie als viersitzige Surrey. Model N als viersitziger Runabout und Model T als viersitziger Surrey hatten den gleichen Radstand, aber einen Zweizylindermotor mit 18, PS Leistung. Außerdem gab es das Model M. Sein Vierzylindermotor war mit 24/26 PS angegeben. Der Radstand maß 282 cm. Der Aufbau war ein viersitziger Runabout.
1910 hatte das Model A-1 einen Zweizylindermotor mit 20 PS Leistung, 229 cm Radstand und einen Aufbau als zweisitziger Runabout. Model B-1 unterschied sich nur durch 14 PS Motorleistung und 203 cm Radstand. Model M-2 als dreisitziger Runabout, Model M-3 als viersitziger Tourenwagen und Model M-4 als fünfsitziger Tourenwagen hatten einen 30-PS-Vierzylindermotor und 284 cm Radstand. Darüber rangierten Model M-10 als Runabout, Model M-15 als Roadster und Model M-20 als Tourenwagen. Sie hatten ebenfalls einen Vierzylindermotor, der aber 40 PS leistete. Der Radstand maß 292 cm.
1911 war das Model A-4 das einzige Modell mit einem Zweizylindermotor. Er leistete 20 PS. Der Radstand betrug 246 cm. Der Aufbau war ein Tonneau. Model A-5 als viersitziger Tourenwagen und Model T-5 als zweisitziger Torpedo hatten einen Vierzylindermotor mit 35 PS Leistung und 279 cm Radstand. Model C-5 hatte den gleichen Motor, aber 292 cm Radstand und bot als Tourenwagen Platz für fünf Personen. Spitzenmodelle waren Model M-5, den es sowohl als normalen fünfsitzigen Tourenwagen als auch als fünfsitzigen Tourenwagen mit vorderen Türen gab, sowie Model T-1 als viersitzigen Torpedo. Ihr Vierzylindermotor leistete 40 PS. Der Radstand betrug 318 cm.
1912 gab es nur das Model F-12. Der Vierzylindermotor leistete 26 PS. Der Radstand von 290 cm ermöglichte einen Aufbau als fünfsitzigen Tourenwagen.
Zwischen 1913 und 1914 stand das Model 6-40 im Sortiment. Es hatte einen Sechszylindermotor mit 40 PS Leistung. Der Radstand betrug 305 cm. Der Aufbau wurde Limited Touring genannt und war ein Tourenwagen mit fünf Sitzen.
1915 wurde dieses Modell beibehalten. Außerdem gab es das Model 4-25. Es hatte einen 25-PS-Vierzylindermotor, 269 cm Radstand und war ebenfalls als fünfsitziger Tourenwagen karosseriert.

## Modellübersicht
| Jahr      | Modell     | Zylinder | Leistung (PS) | Radstand (cm) | Aufbau                                               |
| --------- | ---------- | -------- | ------------- | ------------- | ---------------------------------------------------- |
| 1909      | Model F    | 2        | 12/14         | 177           | Surrey 4-sitzig                                      |
| 1909      | Model G    | 2        | 16            | 191           | Surrey 4-sitzig                                      |
| 1909      | Model GG   | 2        | 16            | 191           | Surrey 4-sitzig                                      |
| 1909      | Model H    | 2        | 12/14         | 177           | Buggy 2-sitzig                                       |
| 1909      | Model I    | 2        | 12/14         | 177           | Limousine 2-sitzig                                   |
| 1909      | Model K    | 2        | 12/14         | 177           | Buggy 2-sitzig                                       |
| 1909      | Model M    | 4        | 24/26         | 282           | Runabout 4-sitzig                                    |
| 1909      | Model NN   | 2        | 18,2          | 191           | Runabout 4-sitzig                                    |
| 1909      | Model T    | 2        | 18,2          | 191           | Surrey 4-sitzig                                      |
| 1910      | Model A-1  | 2        | 20            | 229           | Runabout 2-sitzig                                    |
| 1910      | Model B-1  | 2        | 14            | 203           | Runabout 2-sitzig                                    |
| 1910      | Model M-2  | 4        | 30            | 284           | Runabout 3-sitzig                                    |
| 1910      | Model M-3  | 4        | 30            | 284           | Tourenwagen 4-sitzig                                 |
| 1910      | Model M-4  | 4        | 30            | 284           | Tourenwagen 4-sitzig                                 |
| 1910      | Model M-10 | 4        | 40            | 292           | Runabout                                             |
| 1910      | Model M-15 | 4        | 40            | 292           | Roadster                                             |
| 1910      | Model M-20 | 4        | 40            | 292           | Tourenwagen                                          |
| 1911      | Model A-4  | 4        | 20            | 246           | Tonneau                                              |
| 1911      | Model A-5  | 4        | 35            | 279           | Tourenwagen 4-sitzig                                 |
| 1911      | Model C-5  | 4        | 35            | 292           | Tourenwagen 4-sitzig                                 |
| 1911      | Model M-5  | 4        | 40            | 318           | Tourenwagen 4-sitzig, Fore-Door Tourenwagen 4-sitzig |
| 1911      | Model T-1  | 4        | 40            | 318           | Torpedo 4-sitzig                                     |
| 1911      | Model T-5  | 4        | 35            | 279           | Torpedo 2-sitzig                                     |
| 1912      | Model F-12 | 4        | 26            | 290           | Tourenwagen 4-sitzig                                 |
| 1913–1914 | Model 6-40 | 6        | 40            | 305           | Limited Tourenwagen 4-sitzig                         |
| 1915      | Model 4-25 | 4        | 25            | 269           | Tourenwagen 4-sitzig                                 |
| 1915      | Model 6-40 | 6        | 40            | 305           | Limited Tourenwagen 4-sitzig                         |

## Produktionszahlen
| Jahr  | Produktionszahl |
| ----- | --------------- |
| 1909  | 264             |
| 1910  | 273             |
| 1911  | 280             |
| 1912  | 285             |
| 1913  | 263             |
| 1914  | 184             |
| 1915  | 150             |
| Summe | 1699            |